# Terror Firmer
Terror Firmer ist eine Troma-Produktion aus dem Jahr 1999. Regie führte Lloyd Kaufman, der ebenfalls eine der Hauptrollen übernahm.

## Handlung
Ein irrer Serienmörder wütet in Tromaville, die Polizei hat noch keine Spur von ihm. Larry Benjamin ist ein blinder Regisseur, der derweil an einem neuen Teil der „Toxic Avenger“-Reihe arbeitet. Unterstützt wird er dabei von einem kruden Filmteam, genauer gesagt einer Bande von Freaks, Vollidioten und Pseudofilmstars. Unter ihnen tummeln sich SFX-Mann Jerry, eine angehende Regisseurin namens Jennifer, die sich nachts um ihre alte, kranke Mutter kümmert und Tonmann und Blockbuster-Fan Casey. Zwischen den beiden Kerlen entwickelt sich ein Wettkampf um die Gunst von Jennifer, den Casey zu gewinnen scheint.
Als PA-Mann „Toddster“ nach einem Disput mit Jerry das Filmteam verlässt, erreicht die Mordserie auch das Filmteam. Eine mysteriöse, seltsame Frau erscheint auf seiner College-Party und verführt ihn. Nach einem rabiaten Einlauf ersticht sie ihn mit seinem eigenen Bong. Als Nächstes ist der schmierige Produzent des Films dran, der von einer Rolltreppe zerquetscht wird und im wahrsten Sinne des Wortes „den Kopf verliert“. Derweil scheint Casey bei Jennifer zu landen. Der große Spielberg-Fan beeindruckt das junge Mädchen. Auch der erste Sex mit Hilfe von eingelegten Gürkchen macht Jennifer rattenscharf. Etwas später schlägt der Mörder direkt am Filmset zu. Die Polizei verhört das Team, doch kann den Täter nicht aufspüren. Also lässt man alles weiterlaufen. Am Ende des Tages ist niemand mehr übrig, der Toxie spielen könnte. Der Plot sieht aber vor, dass nun eine „umgekehrte Vergewaltigung“ mit seiner Psychiaterin ablaufen sollte. Kurzer Hand werden Jerry und Jennifer verpflichtet, diesen Part zu spielen. Während des Actings verlieben sich die beiden ineinander und haben vor laufender Kamera Sex.
Casey ist verstört und verlässt wutentbrannt das Set. Nach einigen weiteren Morden ist klar: Er ist der Mörder. Nur das Motiv ist unklar. Jennifer geht nichts ahnend in seine Wohnung und stellt ihn zur Rede. Casey enthüllt, dass er ein Hermaphrodit ist, der von seinem Vater sexuell missbraucht wurde. Aus Rache hat er seinen Vater verstümmelt und hält ihn gefangen. Als die beiden Amazing Grace singen, gelingt Jennifer die Flucht. Am Filmset holt Casey sie jedoch ein und bedroht die restlichen Mitglieder mit einer Bombe. Im Verlauf des Showdowns stirbt Larry Benjamin, als er sich auf die Bombe stürzt. Jerry überlebt schwerverletzt und Casey stirbt. Jennifer beendet mit der Hilfe von Benjamins sprachbehinderter Tochter und Jerry den Film zu Ehren des verstorbenen Regisseurs.

## Hintergrund
Der Film basiert lose auf Lloyd Kaufmans Buch All I Need to Know About Filmmaking I Learned from the Toxic Avenger. Der Independentfilm ist, wie alle Troma-Filme, mit zahlreichen Splattereffekten und viel schwarzem Humor angereichert. Als Gaststars sind, wie schon bei Tromeo & Julia Lemmy Kilmister und Ron Jeremy dabei. Ersterer hält am Ende eine flammende Rede für die Gleichberechtigung von Hermaphroditen, letzterer übernahm die Rolle von Caseys Vater. Des Weiteren sind Dolphin Man, Toxie und Sgt. Kabukiman N.Y.P.D. in Gastrollen zu sehen, sowie eine Reihe von Troma-Accessoires aus früheren Filmen. Am Soundtrack beteiligten sich mehrere Punk- und Metalbands wie Lunachicks, Less Than Jake, Sick of It All, NOFX und Gwar.
Um eine FSK 18-Freigabe zu erhalten, musste der Film in Deutschland um insgesamt 16 Minuten geschnitten werden. Ebenso wurde auf eine FSK 16-Fassung geprüft, die jedoch nie veröffentlicht wurde. Die österreichische Fassung erschien im Pappschuber und beinhaltet die Unrated-Fassung.

## Kritiken
Wie alle Filme von Troma richtet sich der Film vor allem an ein Genrepublikum. In der Mainstreampresse wurden daher vor allem schlechte Kritiken veröffentlicht, die den Film als „nur schwer goutierbare Horrorkomödie“ beschrieben, „die einen satirischen Blick hinter die Kulissen der eigenen Produktionsstätte bieten will.“ Unter Fans des Horror-, Trash- und Slasherfilms gilt die satirische Horrorkomödie als eine der besseren Werke von Troma.